# Национален музей на Коморските острови
Националният музей на Коморските острови (на френски: Le musée national des Comores) е национален музей в столицата Морони на остров Гранд Комор в Коморските острови, представящ културното наследство на страната.
Музеят е създаден през 1989 г. и разполага с четири експозиционни зали с колекции на теми:
1. История, изкуство, археология и религия;
2. Вулканология и науки за Земята;
3. Океанография и естествени науки;
4. Социална и културна антропология.

Музеят е част от Националния център по документация и научни изследвания. Два по-малки регионални музея на островите Анжуан и Мохели са свързани с главния музей.